# Хорол (станция)
Хорол — железнодорожная станция на линии Бахмач — Кременчуг Полтавской дирекции Южной железной дороги.

## История

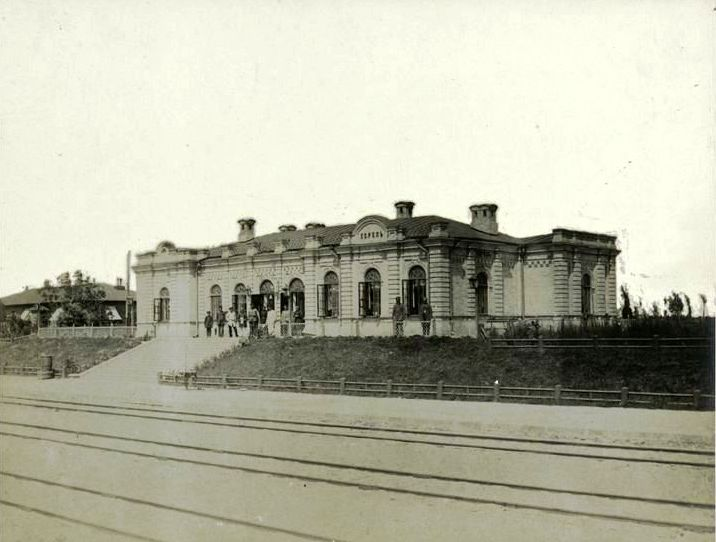
старое здание станции, разрушенное во время Великой Отечественной войны

Железнодорожная станция в городе Хорол Хорольского уезда Полтавской губернии Российской империи была построена в 1887 году.
В 1898 году грузооборот станции составлял свыше 1,5 млн. пудов различных грузов, основными из которых являлись зерно и иная продукция сельского хозяйства.
В ходе боевых действий Великой Отечественной войны и в период немецкой оккупации (13 сентября 1941 — 18 апреля 1943) станция пострадала, но в дальнейшем была восстановлена.